# فوت کردن (فیلم ۲۰۰۸)
فوت کردن یا دمیدن(به هندی: Phoonk) و (به انگلیسی: Blow) فیلمی هندی محصول سال ۲۰۰۸ و به کارگردانی رام گوپال وارما است. در این فیلم بازیگرانی همچون سودیپ، آمروتا خانویلکار، احساس چانا، کنی دسای، آشوینی کالسکار، ذاکر حسین و لیلیت دوبی ایفای نقش کرده‌اند.
دنباله این فیلم فوت کردن ۲ نام دارد که در سال ۲۰۱۰ اکران شد.